# Takahito Mura
Takahito Mura (11. únor 1991, Macudo, Japonsko) je bývalý japonský krasobruslař soutěžící v mužské sólové kategorii. Je vítěz soutěže Mistrovství čtyř kontinentů v krasobruslení 2014.